# Johan Ankerstjerne
Johan Ankerstjerne, född 17 januari 1886 i Randers, död 20 augusti 1959, var en dansk fotograf och filmlaboratoriechef.

## Filmfoto (i urval)
- 1912 – En moders kaerlighed
- 1913 – Djævelens datter
- 1922 – Häxan
- 1922 – Pan
- 1924 – Hadda Padda